# منطقه تای سن
منطقه تای سن (به لاتین: Tây Sơn District) یک منطقهٔ مسکونی در ویتنام است که در جنوب ساحل مرکزی واقع شده‌است.

## خصوصیات
منطقه تای سن ۶۹۰ کیلومترمربع مساحت و ۱۲۳٬۳۰۰ نفر جمعیت دارد.